# Puchar Włoch w piłce nożnej (2003/2004)
Puchar Włoch 2003/04 – 57 edycja rozgrywek piłkarskiego Pucharu Włoch.

## Półfinały
- Juventus F.C. - Inter Mediolan 2:2 i 2:2, karne 5-4
- A.C. Milan - S.S. Lazio 1:2 i 0:4

## Finał
- 17 marca 2004, Rzym: S.S. Lazio - Juventus F.C. 2:0
- 12 maja 2004, Turyn: Juventus F.C. - S.S. Lazio 2:2